# 北谷町
北谷町（日语：／ Chatan chō */?，琉球語：／ ）位於日本琉球列島沖繩群島沖繩島中部地區西側，町內約有一半的面積皆為駐日美軍基地，包括空軍嘉手納基地、陸軍貯油設施（Army POL Depots，FAC6076）等。

## 地理

### 轄區
| - 伊平 - 大村 - 上勢頭 - 北前 - 桑江 | - 下勢頭 - 砂邊 - 玉上 - 北谷 - 桃原 | - 濱川 - 港 - 美濱 - 宮城 - 吉原 |

## 歷史
- 1896年4月1日：實施郡區制，為中頭郡轄下北谷間切。
- 1908年4月1日：實施島嶼町村制，北谷間切改設為北谷村。
- 1948年12月4日：北谷村北部分割獨立成嘉手納村（現嘉手納町）。
- 1980年4月1日：北谷村改制為北谷町。

## 交通

### 道路
| 國道 - 國道58號 主要地方道 - 沖繩縣道23號沖縄北谷線（國體道路） | 一般縣道 - 沖繩縣道24號線 - 沖繩縣道130號線 |

## 教育

### 高等學校
- 沖繩縣立北谷高等學校（页面存档备份，存于）

### 中學校
| - 北谷町立北谷中學校（页面存档备份，存于） | - 北谷町立桑江中學校 |

### 小學校
| - 北谷町立北谷小學校（页面存档备份，存于）（位於沖繩市） - 北谷町立北玉小學校（页面存档备份，存于） | - 北谷町立濱川小學校（页面存档备份，存于） - 北谷町立北谷第二小學校 |

## 外部連結
- 北谷町觀光情報網站（页面存档备份，存于）